# Eight Days a Week
Eight Days a Week is een poplied geschreven door John Lennon en Paul McCartney naar een idee van McCartney. Het nummer werd in 1964 uitgebracht op Beatles for Sale, het vierde album van The Beatles. Eight Days a Week was bedoeld als een mogelijk titellied en single voor de tweede speelfilm van de band. Uiteindelijk werd het nummer echter niet gebruikt voor de nieuwe speelfilm, maar in plaats daarvan werd Lennons Help! gebruikt. Het nummer werd in Groot-Brittannië ook niet als single uitgebracht. In de Verenigde Staten daarentegen, werd het nummer in 1965 wel als single uitgebracht. Deze single haalde de eerste positie in de Billboard Hot 100. Het nummer is daarnaast ook uitgebracht op de verzamelalbums Anthology 1 (1995) en 1 (2000).

## Herkomst titel

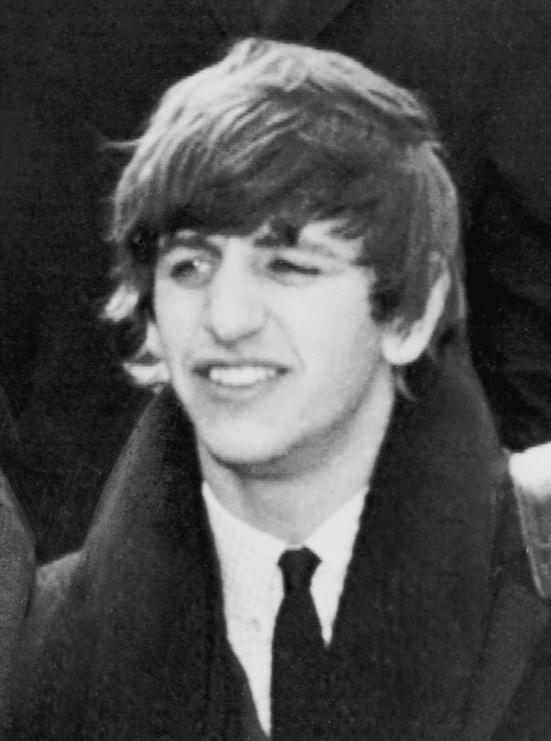
De uitdrukking "eight days a week" kwam mogelijk van drummer Ringo Starr.

Het idee om de uitspraak "eight days a week" te gebruiken als titel voor een lied was afkomstig van McCartney McCartney heeft echter tegenstrijdige verklaringen afgelegd over de herkomst van deze uitspraak.
In een interview uit 1984 met Playboy bespraken McCartney en zijn vrouw, Linda McCartney, de belangrijke bijdragen van George Harrison en Ringo Starr aan het werk van The Beatles. Nadat McCartney opmerkt dat de titel van het nummer A Hard Day's Night afkomstig was van een verspreking van Ringo, zegt zijn vrouw dat ook de uitspraak "eight days a week" van Ringo was. McCartney bevestigt dit en legt uit dat Ringo dat zei "alsof hij een overwerkte chauffeur was". In het Playboy interview noemt McCartney deze uitspraak de inspiratie voor het nummer.
Later, tijdens de interviews voor het Anthology-project, gaf McCartney een iets andere verklaring voor de herkomst van de titel. Volgens McCartney was de uitspraak "eight days a week" afkomstig van de chauffeur die hem regelmatig van zijn eigen huis in Londen naar Lennons huis in de voorstad Weybridge reed. McCartney vroeg tijdens een rit aan de chauffeur hoe het met hem ging en de chauffeur antwoordde dat hij hard had gewerkt, "acht dagen per week". Volgens McCartney had hij die uitdrukking nog niet eerder gehoord en besloot hij deze aan Lennon voor te leggen, waarna de twee het lied samen schreven.
Hoewel de uitspraak "eight days a week" van Ringo afkomstig kan zijn, is het ook mogelijk dat McCartney in het Playboy-interview herinneringen door elkaar haalt. McCartney en Lennon hebben inderdaad beiden bevestigd dat versprekingen en malaproprismen van Ringo soms de inspiratie vormden voor Beatlesnummers, zoals A Hard Day's Night en Tomorrow Never Knows. Ook Ringo zelf heeft verklaard dat hij zich weleens versprak en dat deze versprekingen door Lennon en McCartney soms gebruikt werden in hun nummers. Daarnaast heeft McCartney bij meerdere Beatlesnummers (bijvoorbeeld Paperback Writer en Hey Jude) gezegd dat hij de inspiratie voor deze nummers kreeg onderweg naar Lennons huis in Weybridge. Mogelijk zijn deze twee verschillende herinneringen door elkaar gaan lopen, waardoor er een herinneringsvervalsing ontstond. Daarnaast moet worden opgemerkt dat het niet McCartney zelf was die in eerste instantie verklaarde dat "eight days a week" een uitspraak was van Ringo, maar dat deze opmerking van zijn vrouw Linda kwam. Omdat McCartney zijn vrouw pas ontmoette in 1967 en Eight Days a Week in 1964 werd geschreven, heeft Linda in ieder geval niet zelf Ringo de uitspraak horen doen.

## Titellied nieuwe speelfilm en nieuwe single
Eight Days a Week werd geschreven in de periode dat The Beatles werkten aan de voorbereidingen van hun tweede speelfilm. Deze speelfilm had een tijd lang de werktitel "Eight Arms to Hold You" en volgens Lennon schreven hij en McCartney het nummer om te gebruiken als titellied. Bovendien was het volgens Lennon de bedoeling dat Eight Days a Week ook de nieuwe single van The Beatles zou worden. Volgens Lennon hadden The Beatles echter moeite met het vervolmaken en het opnemen van het nummer. Bovendien waren The Beatles niet tevreden over het resultaat van de opname, die volgens Lennon "manufactured" was. Hierdoor werd Eight Days a Week uiteindelijk niet gebruikt als titellied voor de nieuwe film van The Beatles. In plaats hiervan gebruikten ze het door Lennon geschreven Help!. Het nummer werd bovendien ook niet uitgebracht als de nieuwe single van The Beatles in hun thuisland Engeland.

## Opnamen
Eight Days a Week was nog niet af toen The Beatles op 6 oktober 1964 begonnen aan de opnamen van dit nummer in de Abbey Road Studios in Londen. Die dag namen de The Beatles eerst zes takes van het nummer op. Beatles biograaf Mark Lewisohn beschrijft hoe The Beatles bij iedere take het nummer veranderden. De eerste take werd op akoestische gitaar gespeeld. Bij de tweede take begon het nummer met enkele, in toonhoogte oplopende, 'Ooohs' die door Lennon en McCartney in harmonie gezongen werden, alvorens het nummer begon op akoestische gitaar. Bij de derde take werden de ideeën van de voorgaande takes samengevoegd: door Lennon en McCartney gezongen 'Ooohs' gecombineerd met een intro op akoestische gitaar. Bij de vierde take werden de 'Ooohs' aangepast zodat ze op dezelfde toonhoogte bleven. De 'Ooohs' werden bij de vijfde take niet alleen gezongen aan het begin van het nummer, maar ook aan het einde. Pas bij de zesde take kreeg het nummer zijn definitieve vorm, maar had toen nog geen fade-in en fade-out.
Vervolgens werden er in takes 7 tot en met 13 verschillende overdubs aan de zesde take toegevoegd. Op 18 oktober namen The Beatles de gitaarpartijen op die gebruikt zouden werden voor de fade-in en fade-out. Deze fade-in en fade-out werden tijdens het mixen van het album op 27 oktober aan het nummer toegevoegd. Hiermee was Eight Days a Week het eerste poplied met een fade-in.

## Uitgaven
In Groot-Brittannië werd Eight Days a Week op 4 december 1964 uitgebracht op het album Beatles for Sale. Dit album werd echter niet in de Verenigde Staten uitgebracht. De Amerikaanse platenmaatschappij van The Beatles, Capitol, bracht op 15 december 1964 een groot deel van de nummers van Beatles for Sale uit op een album getiteld Beatles '65. Op dit album werd Eight Days a Week echter niet uitgebracht. Omdat de Amerikaanse radio-dj's het nummer echter wel vaak op de radio draaiden, besloot Capitol om Eight Days a Week op 15 februari 1965 toch uit te brengen als single. Deze single, met I Don't Want to Spoil the Party op de B-kant, stond in totaal twee weken op de eerste plaats in de Billboard Hot 100. Later dat jaar werd het nummer door Capitol ook uitgebracht op de lp Beatles VI. Op dit album verschenen, naast enkele nummers van Help!, ook de overige nummers van Beatles for Sale die nog niet waren uitgebracht (Kansas City/Hey-Hey-Hey-Hey!, I Don't Want to Spoil the Party, Words of Love, What You're Doing en Every Little Thing).
Ook in Nederland werd Eight Days a Week als single uitgebracht, met op de B-kant Baby's in Black. De plaat bracht het tot de tweede plaats in de Nederlandse hitparade.
Op het verzamelalbum Anthology 1 uit 1995 zijn de pogingen van The Beatles om Eight Days a Week te perfectioneren te horen. Dit album bevat opnamen van takes 1, 2, 4 en 5. Omdat Eight Days a Week een van de nummer 1-hits van The Beatles is, is het nummer ook uitgebracht op het verzamelalbum 1.

## Coverversies
Het nummer is gecoverd door : 
- Alma Cogan in 1965 op de single Help!.
- Procol Harum in 1975 op hun album Procol's Ninth.
- Billy Preston in 1976 op zijn album Billy's Bag.
- The Runaways in 1978 op hun album And Now... The Runaways.
- The Wright Brothers in 1984 op hun album Easy Street.
- The Moody Brothers in 1988 op hun album Friends.
- Lorrie Morgan in 1989 op haar album Leave the Light On.

## Tracklist

#### 7"-single
Parlophone HHR 135 [nl] (1965)
1. Eight days a week
2. Baby's in black

## Hitnoteringen
| Eight days a week / Baby's in black | Eight days a week / Baby's in black | Eight days a week / Baby's in black | Eight days a week / Baby's in black | Eight days a week / Baby's in black | Eight days a week / Baby's in black | Eight days a week / Baby's in black | Eight days a week / Baby's in black | Eight days a week / Baby's in black | Eight days a week / Baby's in black | Eight days a week / Baby's in black | Eight days a week / Baby's in black | Eight days a week / Baby's in black | Eight days a week / Baby's in black | Eight days a week / Baby's in black | Eight days a week / Baby's in black | Eight days a week / Baby's in black | Eight days a week / Baby's in black | Eight days a week / Baby's in black | Eight days a week / Baby's in black | Eight days a week / Baby's in black |
| Hitlijst                            | Datum van binnenkomst               | Week:                               | 1                                   | 2                                   | 3                                   | 4                                   | 5                                   | 6                                   | 7                                   | 8                                   | 9                                   | 10                                  | 11                                  | 12                                  | 13                                  | 14                                  | 15                                  | 16                                  | 17                                  | Laatste notering                    |
| ----------------------------------- | ----------------------------------- | ----------------------------------- | ----------------------------------- | ----------------------------------- | ----------------------------------- | ----------------------------------- | ----------------------------------- | ----------------------------------- | ----------------------------------- | ----------------------------------- | ----------------------------------- | ----------------------------------- | ----------------------------------- | ----------------------------------- | ----------------------------------- | ----------------------------------- | ----------------------------------- | ----------------------------------- | ----------------------------------- | ----------------------------------- |
| Tijd voor Teenagers Top 10          | 13-02-1965                          | Positie:                            | 8                                   | 2                                   | 3                                   | 2                                   | 1                                   | 2                                   | 2                                   | 4                                   | 7                                   | 7                                   | 8                                   | 7                                   | 7                                   |                                     |                                     |                                     |                                     | 08-05-1965                          |
| Nederlandse Top 40                  | 20-02-1965                          | Positie:                            | 10                                  | 4                                   | 2                                   | 2                                   | 2                                   | 2                                   | 2                                   | 4                                   | 6                                   | 8                                   | 9                                   | 13                                  | 16                                  | 17                                  | 20                                  | 26                                  | 38                                  | 12-06-1965                          |

## NPO Radio 2 Top 2000
| Nummer met noteringen in de NPO Radio 2 Top 2000 | '99  | '00 | '01  | '02  | '03  | '04  | '05  | '06  | '07 | '08  | '09  | '10  | '11  | '12  | '13  | '14 | '15  | '16  | '17  | '18  | '19  |
| ------------------------------------------------ | ---- | --- | ---- | ---- | ---- | ---- | ---- | ---- | --- | ---- | ---- | ---- | ---- | ---- | ---- | --- | ---- | ---- | ---- | ---- | ---- |
| Eight Days a Week                                | 1193 | 854 | 1341 | 1168 | 1256 | 1260 | 1234 | 1142 | 920 | 1098 | 1180 | 1320 | 1166 | 1231 | 1553 | -   | 1877 | 1768 | 1895 | 1913 | 1895 |

1. ↑  Een '-' betekent dat het nummer niet was genoteerd en een vetgedrukt getal geeft de hoogste notering aan.
2. ↑  Deze tabel is bijgewerkt tot en met de laatste editie (2024).

## Credits
- John Lennon - zang, akoestische gitaar, handgeklap
- Paul McCartney - zang, basgitaar, handgeklap
- George Harrison - leadgitaar, handgeklap
- Ringo Starr - drums, handgeklap